# Charlie McAvoy
Charles Patrick McAvoy Jr. (ur. 21 grudnia 1997 w Long Beach, stan Nowy Jork) – hokeista amerykański, gracz ligi NHL, reprezentant Stanów Zjednoczonych.

## Kariera klubowa
- Boston University (2015 – 10.04.2017)
- Boston Bruins (10.04.2017 – nadal)
  -  Providence Bruins (2017)

## Kariera reprezentacyjna
- Reprezentant USA na MŚJ U-18 w 2015
- Reprezentant USA na MŚJ U-20 w 2016
- Reprezentant USA na MŚJ U-20 w 2017
- Reprezentant USA na MŚ w 2017
- Reprezentant USA na MŚ w 2018

## Sukcesy
Reprezentacyjne
- Złoty medal z reprezentacją USA na MŚJ U-18 w 2015
- Brązowy medal z reprezentacją USA na MŚJ U-20 w 2016
- Złoty medal z reprezentacją USA na MŚJ U-20 w 2017
- Brązowy medal z reprezentacją USA na MŚ w 2018

Klubowe
- Prince of Wales Trophy z zespołem Boston Bruins w sezonie 2018-2019